# Powieść epistolarna
Powieść epistolarna – powieść skonstruowana w formie listów (niekiedy przeplatających się z fragmentami pamiętnika), wymienianych między sobą przez bohaterów. W XIX wieku, w związku z wprowadzeniem wszystkowiedzącego narratora, popularność tej formy powieściowej zmalała.
Przykłady z literatury europejskiej:
- Listy perskie (1721) – Monteskiusz; debiut filozofa, wydane anonimowo
- Pamela: Or Virtue Rewarded – "Pamela, czyli cnota wynagrodzona" (1740) – Samuel Richardson; uznawana za pierwszą powieść epistolarną
- Julie ou la nouvelle Héloïse – "Julia, czyli Nowa Heloiza" (1761) – Jean Jacques Rousseau
- Die Leiden des jungen Werthers – "Cierpienia młodego Wertera" (1774) – Johann Wolfgang von Goethe
- Les Liaisons dangereuses – "Niebezpieczne związki" (1782) – Pierre Choderlos de Laclos
- Lady Susan – wczesna (napisana prawdopodobnie ok. 1795 r.) Jane Austen; niewydana za życia autorki
- Ultime lettere di Jacopo Ortis – "Ostatnie listy Jacopa Ortis" (1798) – Ugo Foscolo
- "Listy Elżbiety Rzeczyckiej" (1824) – Klementyna z Tańskich Hoffmanowa
- Бедные люди – "Biedni ludzie" (1845-1846) – Fiodor Dostojewski
- Dracula – "Drakula" (1897) – Bram Stoker
- Oscar et la dame Rose - "Oskar i Pani Róża" (2002) - Éric-Emmanuel Schmitt